# Joseph Duverger
Pour les articles homonymes, voir Duverger.
Joseph Duverger, né le 23 décembre 1720 à Ascain (Pyrénées-Atlantiques), mort le 5 août 1800 à Bayonne (Basses-Pyrénées), est un général de la révolution française.

## États de service
Il entre en service en 1742, maréchal des logis en 1744, il est nommé lieutenant en 1746. Capitaine le 26 août 1747, il est réformé en 1749.
Le 1er avril 1757, il reprend du service, et il est nommé chef d’escadron au 8e régiment de chasseurs le 15 mai 1788. Le 25 juillet 1791, il passe au 7e régiment de dragons comme lieutenant-colonel, et le 2 juin 1792, il est nommé colonel du 6e régiment de cuirassiers.
Il est promu général de brigade le 1er septembre 1792, et général de division le 8 octobre 1792, à l’armée des Pyrénées. Le 2 mars 1793, il commande la 11e division militaire à Carcassonne.
Il est admis à la retraite le 2 juillet 1794.
Il meurt le 5 août 1800 à Bayonne.

## Sources
- (en) « Generals Who Served in the French Army during the Period 1789 - 1814: Eberle to Exelmans »
- Étienne Charavay, Correspondance général de Carnot, tome 1, imprimerie Nationale, 1887
- (pl) « Napoléon.org.pl »